# میخائلا پاولیچکووا
میخائلا پاولیچکووا (چکی: Michaela Pavlíčková؛ زادهٔ ۲۷ نوامبر ۱۹۷۷) بازیکن بسکتبال زن اهل جمهوری چک بود. وی در بازی‌های المپیک تابستانی ۲۰۰۴ شرکت کرده‌است.